# 贝罗
贝罗（法語：Béraut，法語發音：[beʁo]）是法国热尔省的一个市镇，属于孔东区。

## 地理
贝罗（43°54'54"N, 0°24'7"E）面积12.43 平方千米，位于法国奧克西塔尼大區热尔省，该省份为法国西南部内陆省份，北起顺时针与洛特-加龙省、塔恩-加龙省、上加龙省、上比利牛斯省、大西洋比利牛斯省和朗德省接壤。
与贝罗接壤的市镇（或旧市镇、城区）包括：科桑、孔東、迈尼欧-托济亚、圣奥朗斯-小普伊。

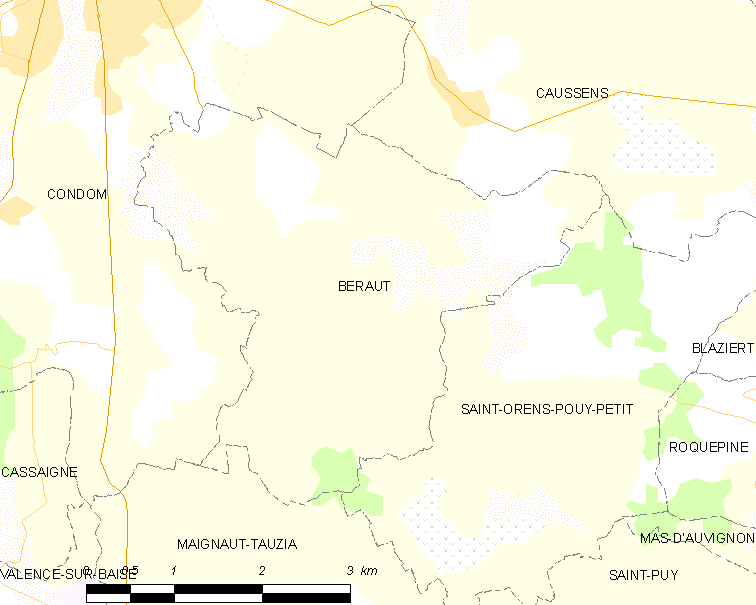
贝罗的OSM定位图

贝罗的时区为UTC+01:00、UTC+02:00（夏令时）。

## 行政
贝罗的邮政编码为32100，INSEE市镇编码为32044。

## 政治
贝罗所属的省级选区为巴伊斯-阿马尼亚克县。

## 人口

1962-2008年间贝罗人口变化图示

贝罗于2022年1月1日时的人口数量为296人。